# Immanuel Pherai
Immanuel Pherai, né le 25 avril 2001 à Amsterdam aux Pays-Bas, est un footballeur international surinamien, qui évolue au poste de milieu offensif au Hambourg SV.

## Biographie

### En club
Né à Amsterdam aux Pays-Bas, Immanuel Pherai est formé par l'AZ Alkmaar. Considéré comme l'un des talents néerlandais les plus prometteurs, il est repéré par le Borussia Dortmund, qu'il rejoint librement en juillet 2017, et où il poursuit sa formation. Avec l'équipe U19 du club il est sacré champion d'Allemagne de la catégorie lors de la saison 2018-2019. Il est alors perçu comme l'un des grands talents du club.
Le 17 septembre 2020, Pherai est prêté pour une saison au PEC Zwolle,.
Immanuel Pherai joue son premier match avec l'équipe première du Borussia Dortmund 7 mai 2022, lors de l'avant-dernière journée de la saison 2021-2022 face à Greuther Fürth. Ce jour-là il remplace Marco Reus en toute fin de match, et son équipe s'impose sur le score de trois buts à un.
Après une saison pleine avec l'équipe réserve du Borussia Dortmund, Immanuel Pherai quitte le club sans avoir pu s'imposer en équipe première, et s'engage le 22 juin 2022 avec l'Eintracht Brunswick, tout juste promu en deuxième division allemande,. Il joue son premier match sous ses nouvelles couleurs le 17 juillet 2022, lors de la première journée de la saison 2022-2023, contre le Hambourg SV. Il est titularisé et son équipe s'incline par deux buts à zéro,.
Un an après son arrivée à l'Eintracht Brunswick, Immanuel Pherai quitte le club. Il signe en faveur du Hambourg SV le 24 juin 2023 et s'engage pour un contrat courant jusqu'en juin 2027. Il portera le numéro 10.

### En sélection
Immanuel Pherai représente l'équipe des Pays-Bas des moins de 17 ans, de 2017 à 2018 pour un total de six matchs et deux buts. Il se fait notamment remarquer le 8 septembre 2017 en marquant deux buts contre Israël, contribuant à la victoire de son équipe par quatre buts à zéro.
Avec les moins de 19 ans il joue trois matchs en 2019.
En mai 2024, Immanuel Pherai est convoqué pour la première fois avec l'équipe nationale du Suriname. Il honore sa première sélection lors de ce rassemblement, le 5 juin 2024 contre Saint-Vincent-et-les-Grenadines. Il est titularisé et participe à la victoire de son équipe en délivrant une passe décisive (4-1 score final).